# کامبریا (آیووا)
کامبریا (به انگلیسی: Cambria) یک منطقهٔ مسکونی در ایالات متحده آمریکا است که در آیووا واقع شده‌است. کامبریا ۳۳۳٫۱۵ متر بالاتر از سطح دریا واقع شده‌است.